# Przełęcz Gierałtowska
Przełęcz Gierałtowska (cz. Hraničky) - przełęcz w Górach Złotych (cz. Rychlebské hory), na wysokości 685 m n.p.m., na granicy polsko-czeskiej, pomiędzy wzniesieniami Hraniční vrch (753 m n.p.m.) a Siwa Kopa (790 m n.p.m.). 
Od strony czeskiej na przełęczy znajduje się rozległa polana, na której od końca XVIII w. istniała osada Grenzdorf (pierwotnie Gränzdorf, od 1924 r. Hraničky), której mieszkańcy trudnili się uprawą owsa, pasterstwem, leśnictwem oraz handlem z Nowym Gierałtowem. W 1836 istniało tu 27 domów z 281 mieszkańcami. Istniejąca tu po 1919 czechosłowacka placówka celna we wrześniu 1938 została zaatakowana i zajęta przez Niemców. Po drugiej wojnie światowej i wysiedleniu Niemców w miejscowości pozostały 4 rodziny. Pod koniec lat 50. XX wieku wyludniona osada została ostatecznie zniszczona przez czechosłowackie wojsko, które wyburzyło wszystkie obiekty razem z kościołem, a pola i pastwiska zalesiono. Od polskiej strony przylega las.
Kilometr od granicy po polskiej stronie znajdują się zabudowania Nowego Gierałtowa, najbliższa czeska miejscowość to Vojtovice (należące do gminy Vlčice), oddalona o ponad 2,5 kilometra.
W przeszłości na przełęczy znajdowało się turystyczne przejście graniczne Nowy Gierałtów-Uhelná.

## Turystyka
Do przełęczy i przez nią przebiegają szlaki turystyczne oraz rowerowe:
- z Polski:
  -  z Nowego Gierałtowa do granicy,
  -  graniczny z Bielic przez Kowadło do przełęczy Lądeckiej,
  -  z Nowego Gierałtowa
- z Czech:
  -   z Žulovej przez Špičák do Javorníka
  -  z miejscowości Lipová-lázně do Javorníka
  -  z Vlčic do Uhelnej.

Szlaki czeskie biegną kilkadziesiąt metrów od granicy. Na przełęczy, przy skraju polany, znajduje się także wiata turystyczna.